# Фудбалска репрезентација Нигера
Фудбалска репрезентација Нигера је фудбалски тим који представља Нигер на међународним такмичењима и под контролом је Фудбалског савеза Нигера.
Квалификовали су се на Афрички куп нација 2012., што је било њихово прво учешће на овом фудбалском такмичењу. Испали су у групној фази.
Никада нису учествовали на Светском првенству.

## Резултати репрезентације

### Светско првенство
- 1930 to 1974 – Нису учествовали
- 1978 to 1982 – Нису се квалификовали
- 1986 – Повукли се
- 1990 – Нису учествовали
- 1994 – Нису се квалификовали
- 1998 – Повукли се
- 2002 – Нису учествовали
- 2006 до 2018 – Нису се квалификовали

### Афрички куп нација
- 1957 до 1968 – Нису учествовали
- 1970 до 1972 – Нису се квалификовали
- 1974 – Повукли се
- 1976 – Нису се квалификовали
- 1978 до 1980 – Повукли се
- 1982 – Нису учествовали
- 1984 – Нису се квалификовали
- 1986 до 1990 – Нису учествовали
- 1992 до 1994 – Нису се квалификовали
- 1996 – Повукли се из квалификација
- 1998 – Дисквалификовани из квалификација 1996.
- 2000 до 2010 – Нису се квалификовали
- 2012 – 1. рунда